# Renzo Eusebi

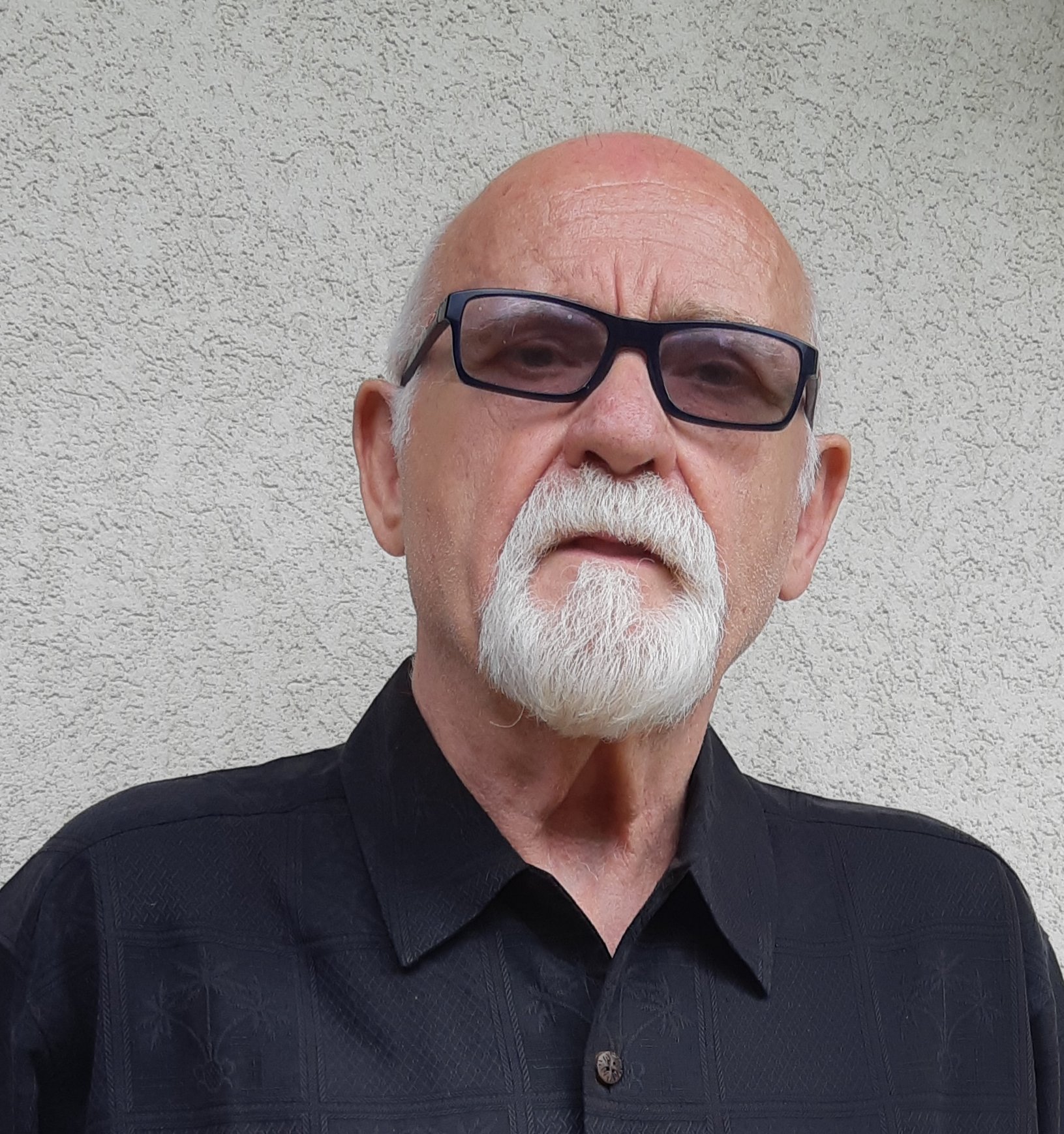
Renzo Eusebi

Renzo Eusebi (* 1946 in Patrignone, Montalto delle Marche) ist ein italienischer Maler und Bildhauer.
Er ist Mitbegründer der künstlerischen Bewegungen des Transvisionismo (1995) und der GAD (Group Aniconismo Dialectico-1997).

## Leben und Werk
Eusebi besuchte 1962 die Kunsthochschule in Rom und freundete sich mit dem Maler und Bildhauer Sante Monachesi (1910–1991) an. Er beschäftigte sich der Anfertigung von Basreliefs aus Gips, arbeitete mit dem Spatel und schuf eine Reihe von Gemälden.
In den 1980er Jahren variierte er in seinen Gemälden Spiralen oder dünne Linien auf monochromen Untergrund, die miteinander verflochten sind, sowie immer wieder Gruppierungen der geometrische Formen Quadrat und Rechteck, bevorzugt in den reinen Farben Rot, Schwarz, Gelb, Blau und Violett, auf weißem, grauem oder schwarzem Untergrund.
In den 1990er Jahren war er Gründungsmitglied des „Transvisionismo“, einer künstlerischen Bewegung, die in Castell’Arquato (PC) und des G.A.D.( = Gruppo Aniconismo Dialettico), eine Künstlergruppe, die sich vor allem mit Konkreter Kunst und nicht-figurativer Malerei befasste und die von dem Kunstkritiker und -historiker Giorgio Di Genova begründet worden war.
Seit den 1970er Jahren ist er mit seinen Werken in zahlreichen Einzel- und Gruppenausstellungen vertreten.

## Bibliografie
- Eusebi 1964–1996, Italia: Tieffe, 1996.[5]
- 1964 Eusebi ’96, scritti di Lino Lazzari, by Lino Lazzari.[6]
- Eusebi: 1964–1996 by Lino Lazzari, by Giorgio Segato.[7]
- Giorgio Di Genova: Renzo Eusebi: ritorno alle origini. ISBN 88-85345-05-0.
- Renzo Eusebi: opere uniche, dal 18 marzo all’1 aprile 2000.[8]
- Giorgio Di Genova: Storia dell’arte italiana del ’900 per generazioni. Generazione anni Quaranta, tav. 1697. ISBN 978-88-88600-54-3.[9]